# Robert Walker Irwin
Robert Walker Irwin (geboren 4. Januar 1844 in Copenhagen in Pennsylvania (USA); gestorben 5. Januar 1925 in Tokio) war ein amerikanischer Geschäftsmann und Diplomat.

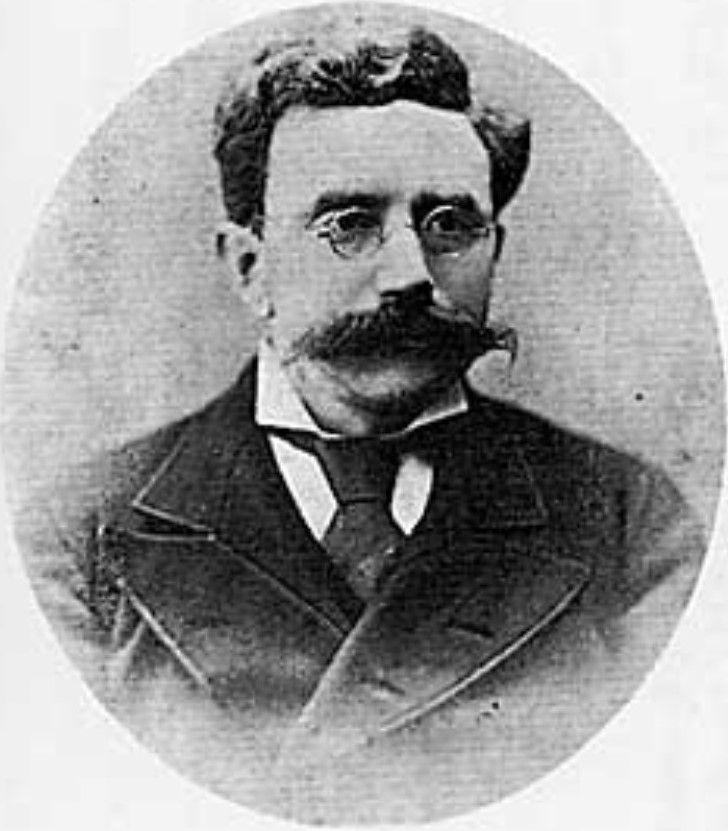
R. W. Irving jung

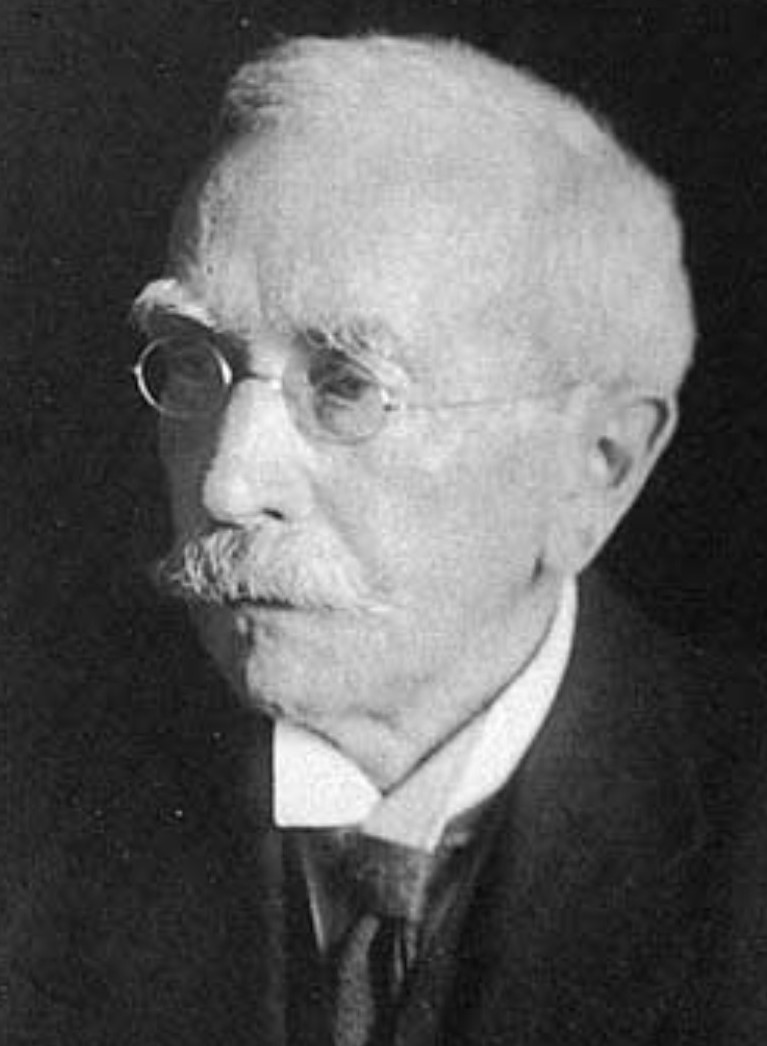
R. W. Irving alt

## Leben und Werk
Robert Walker Irwin ging 1866 nach Japan und begann dort für das führende Handelsunternehmen Walsh, Hall & Co zu arbeiten. 1876 wechselte er zur Firma Mitsui.
1880 nahm Irwin eine Position als Generalkonsul des  Königreichs Hawaiʻi in Japan an. Im März 1881 besuchte Hawaiis König Kalākaua Japan, bei dem er mit Kaiser Meiji Hawaiis Wunsch diskutierte, japanische Staatsangehörige zu ermutigen, sich auf Hawaii niederzulassen. Zu dieser Zeit ernannte Kalākaua Irwin zum hawaiianischen Gesandten in Japan. 1884 wurde dann Irwin beauftragt, den ersten Immigrationsvertrag zwischen Hawaii und Japan abzuschließen. Dabei sagte er zu, dass japanische Immigranten sicher mit Schiffen transportiert würden und dass sie Arbeitsplätze auf den Zuckerrohr-Plantagen auf Hawaii erhalten würden.
Irwin heiratete am 15. März 1882 Takechi Iki (武智 イキ). Dies war die erste legale Ehe zwischen einem amerikanischen und einem japanischen Staatsbürger und wurde von Inoue Kaoru, dem damaligen japanischen Außenminister, arrangiert.
1900 gründete Irwin auf dem damals zu Japan gehörenden Taiwan das Zucker-Unternehmen „Taiwan Seitō“ (台湾製糖). Er wurde schließlich japanischer Staatsbürger. Er wurde von der japanischen Regierung mit dem Orden der Aufgehenden Sonne und dem Orden des Heiligen Schatzes geehrt.
1891 kaufte Irwin ein Sommerhaus in Ikaho. Diese Residenz ist ein ausgewiesener historischer Ort und besitzt ein kleines Museum zur Familie Irwin und zur japanischen Auswanderung nach Hawaii. Das Museum ist für die Öffentlichkeit zugänglich.